# Крумкачи
«Крумкачи» (бел. «Крумкачы») — белорусский футбольный клуб из Минска, основанный в 2014 году.

## История
Клуб был основан в 2011 году и изначально выступал в чемпионате и кубке МЛФ по футболу 7×7, 8×8. В 2014 году «Крумкачи» были созданы официально, почти полностью обновили свой состав и подали заявку во вторую лигу чемпионата Беларуси. В первом сезоне участия в данном турнире команда заняла 2-е место и вышла в первую лигу. Сезон в первой лиге «вороны» провели успешно, на протяжении всего сезона находясь в группе лидеров. 15 ноября 2015 года клуб в заключительном матче сезона одержал победу над могилёвским «Днепром» и вышел в высшую лигу.
По итогам первого сезона в элитном дивизионе команда заняла 11-е место. Сезон-2017 в высшей лиге «Крумкачи» начали не лучшим образом, однако в июле впервые в своей истории сумели пробиться в 1/4 финала Кубка Беларуси. Окончила сезон команда на 13-й позиции, обеспечив себе место в лиге на следующий сезон.
Однако в феврале — марте 2018 года перед началом нового чемпионата страны Белорусская федерация футбола отказала клубу в принятии заявки для прохождения лицензирования, ссылаясь на проваленный дедлайн по предоставлению документов. Последовавшие за этим апелляции и обращение в арбитражный комитет не были удовлетворены и команда не смогла заявиться на участие в чемпионатах высшей и первой лиг.
Непосредственно после окончательного решения арбитражного комитета группа болельщиков команды за короткий срок оформила новое юридическое лицо — «НФК Крумкачи». Созданная команда по договорённости с руководством ФК «Крумкачи» оставила за собой символику «воронов», не являясь при этом полным правопреемником клуба. Позже была подана заявка для участия в чемпионате Второй лиги 2018 года.
По итогам сезона 2018 года «вороны» стали серебряными призёрами третьего дивизиона страны и вышли в Первую лигу.
В начале 2019 года клуб сменил название на НФК («Незвычайна фантастычная каманда»), чтобы избежать претензий со стороны Белорусской федерации футбола по поводу старого юридического лица «Крумкачи». По итогам сезона НФК занял в Первой лиге 8 место.
5 февраля 2020 года стало известно, что команда получила разрешение на использование своего прежнего названия «НФК Крумкачи». 16 марта клуб представил новую эмблему.
30 августа игроки клуба Сергей Козека и Павел Рассолько возвращались с тренировки. Спортсмены прошли кордоны милиции, выставленные в связи с акциями протестов в Беларуси, однако на них налетел ОМОН, футболистов избили и задержали. Как сообщил директор клуба, их обвинили в нападении на микроавтобус с милицией, при этом они в нападении не участвовали. 31 августа Сергея Козеко ночью забрала скорая помощь. У него были диагностированы сильные ушибы, перелом 3-го позвонка и повреждения почек.
1 сентября 2020 года состоялся матч 1/16 финала Кубка Беларуси между «Крумкачами» и минским «Динамо». Это был первый матч между мужскими командами после выборов президента Беларуси и во время акций протестов, на который пускали зрителей. «Крумкачи» поддержали футболистов Сергея Козеку и Павла Рассолько, которые были задержаны и избиты силовиками 30 августа. Клуб вышел на разминку в майках с надписями «Мы супраць ґвалту» и «Расолька, Казека… i іншыя».
24 июня Олег Дулуб, возглавивший команду в январе, покинул пост главного тренера команды. Исполняющим обязанности стал его помощник Сергей Козека, который работал в статусе исполняющего обязанности до 27 июля, когда его сменили бывший спортивный директор клуба Олег Кубарев.
2 июля 2021 года игрок команды Александр Ивулин, задержанный 3 июня, стал подозреваемым по статье 342 УК РБ (Организация и подготовка действий, грубо нарушающих общественный порядок, либо активное участие в них) и был помещен под арест. Правозащитные организации признали Ивулина политическим заключенным.
Межсезонье-2022 также проходило не без проблем. После того, как команда вновь упустила шанс подняться в высшую лигу через стыковые матчи со «Славией», в целом стал вопрос о выступлении в первой лиге. Большая часть команды ушла в другие клубы, а СОК «Олимпийски» отказался предоставлять стадион на грядущий сезон.
В сезоне 2022 года клуб отправился во Вторую лигу, третий дивизион белорусского чемпионата, после отказа в регистрации команды для участия в Первой лиге. Из прошлогоднего состава в команде остались Александр Яцкевич, который стал капитаном, и Вадим Фастовец.
Команда под руководством Сергея Козека, который был помощником Олега Дулуба и Олега Кубарева в сезоне-2021, мощно начала сезон в Минском дивизионе, но после перерыва чуть сдала, завершив групповую стадию на втором месте, отдав первое место в дивизионе «Юни-Минск». Параллельно дошли до 1/16 финала Кубка Беларуси, где уступил «Ислочи».
В плей-офф второй лиги клуб дошёл до финала. В нём «Нива» из Долбизно оказалась сильнее в дополнительное время — 5:2.
Перед сезоном-2023 клуб покинул капитан команды Александр Яцкевич. «Крумкачи» под руководством Сергея Козеки повторили итоги предыдущего сезона, завоевали две серебряные медали и завоевали право на выступление в Первой лиге в 2024 году. В финале «Крумкачы» уступили в серии пенальти солигорскому «Партизану» — 2:2 (1:4). Но по финансовым соображениям команда отказалась от повышения.

## Достижения
- Первая лига:
  - 3-е место (3): 2015, 2020, 2021
- Вторая лига:
  - 2-е место (4): 2014, 2018, 2022, 2023

## Основной состав
| 1  | Флаг Беларуси | Вр  | Виталий Зыгмантович | 2005 |  |  |  |  |  |
| 21 | Флаг Беларуси | Вр  | Кирилл Хомич        | 1995 |  |  |  |  |  |
|    | Флаг Беларуси | Вр  | Алексей Дашкевич    | 2005 |  |  |  |  |  |
|    |               |     |                     |      |  |  |  |  |  |
| 3  | Флаг Беларуси | Защ | Никита Овсянник     | 1993 |  |  |  |  |  |
| 5  | Флаг Беларуси | Защ | Януш Ладутько       | 1993 |  |  |  |  |  |
| 16 | Флаг Беларуси | Защ | Евгений Гордейчик   | 2002 |  |  |  |  |  |
| 17 | Флаг Беларуси | Защ | Артур Лукашевич     | 2002 |  |  |  |  |  |
| 83 | Флаг Беларуси | Защ | Тимофей Мельник     | 2006 |  |  |  |  |  |
|    | Флаг Беларуси | Защ | Никита Кухтик       | 2001 |  |  |  |  |  |
|    |               |     |                     |      |  |  |  |  |  |
| 7  | Флаг Японии   | ПЗ  | Косуке Намеката     | 1999 |  |  |  |  |  |
| 8  | Флаг Беларуси | ПЗ  | Арсений Стариков    | 2002 |  |  |  |  |  |

| 13 | Флаг Беларуси | ПЗ  | Денис Руденок      | 1998 |  |  |  |  |  |
| 18 | Флаг Беларуси | ПЗ  | Алексей Баранов    | 2002 |  |  |  |  |  |
| 21 | Флаг Беларуси | ПЗ  | Евгений Елезаренко | 1993 |  |  |  |  |  |
| 44 | Флаг Беларуси | ПЗ  | Константин Куимов  | 1997 |  |  |  |  |  |
| 77 | Флаг Беларуси | ПЗ  | Вячеслав Папава    | 2003 |  |  |  |  |  |
|    |               |     |                    |      |  |  |  |  |  |
| 20 | Флаг Беларуси | Нап | Иван Каленский     | 2003 |  |  |  |  |  |
| 23 | Флаг Беларуси | Нап | Ростислав Серый    | 2001 |  |  |  |  |  |
| 33 | Флаг Беларуси | Нап | Даниил Дорошко     | 2001 |  |  |  |  |  |
| 79 | Флаг Беларуси | Нап | Егор Антонович     | 2003 |  |  |  |  |  |
| 89 | Флаг Беларуси | Нап | Сергей Лынько      | 1989 |  |  |  |  |  |
| 99 | Флаг Беларуси | Нап | Сергей Якимцов     | 2003 |  |  |  |  |  |

## Стадион
С момента основания команда проводила свои домашние матчи на натуральном футбольном поле спортивного олимпийского комплекса «Олимпийский», построенном в 2004 году. Стадион имеет две пяти-шести рядные трибуны общей вместимостью 1500 мест. На поле установлено электронное табло, звуковое оборудование, автоматическая система искусственного полива газона.
Однако вследствие выхода клуба в 2016 году в Высшую лигу, Белорусская федерация футбола запретила проводить игры на данной арене, и поэтому её домашние матчи стали проходить на арендованном стадионе футбольного клуба «Минск». Данная арена с искусственным покрытием имеет две трибуны с общей вместимостью 3000 человек, электронное табло и искусственное мачтовое освещение.
В сезоне-2018 домашние матчи НФК «Крумкачи» проводил на стадионе РЦОР БГУ.
26 мая 2019 года команда вернулась на натуральное поле СОКа «Олимпийский», на котором выступает в летне-осенний период (с мая по ноябрь). В весенний период команда играет на искусственном поле СОКа «Олимпийский».
В сезоне-2022 «Крумкачи» вернулись на стадион РЦОР БГУ с общей вместимостью 1500 мест.

## Статистика
| Сезон | Лига             | Лига                 | Место            | И   | В  | Н  | П  | Мячи     | О    | Кубок Беларуси | Примечания                                      |
| ----- | ---------------- | -------------------- | ---------------- | --- | -- | -- | -- | -------- | ---- | -------------- | ----------------------------------------------- |
| 2014  | Вторая (Д3)      | Первый этап, зона Б  | 3 (12)           | 22  | 13 | 1  | 8  | 48 — 34  | 40   | 1/32 финала    | Выход в финальный этап                          |
| 2014  | Вторая (Д3)      | Финальный этап       | 2 (8)            | 141 | 91 | 21 | 31 | 24 — 141 | 291  | 1/32 финала    | Выход в Первую лигу                             |
| 2015  | Первая лига      | Первая лига          | 3 (16)           | 30  | 19 | 3  | 8  | 67 — 45  | 60   | 1/16 финала    | Выход в Высшую лигу                             |
| 2016  | Высшая лига      | Высшая лига          | 11 (16)          | 30  | 9  | 6  | 15 | 24 — 39  | 33   | 1/16 финала    |                                                 |
| 2017  | Высшая лига      | Высшая лига          | 13 (16)          | 30  | 5  | 10 | 15 | 26 — 47  | 25   | 1/4 финала     | Неполучение лицензии. Переход во Вторую лигу    |
| 2018  | Вторая лига      | Вторая лига          | 2 (15)           | 28  | 23 | 3  | 2  | 80 — 16  | 72   | 1/32 финала    | Выход в Первую лигу                             |
| 2019  | Первая лига      | Первая лига          | 8 (15)           | 28  | 11 | 7  | 10 | 41 — 38  | 40   | 1/16 финала    |                                                 |
| 2020  | Первая лига      | Первая лига          | 3 (14)           | 26  | 16 | 4  | 6  | 46 — 28  | 52   | 1/8 финала     | Выход в переходные матчи за выход в высшую лигу |
| 2020  | переходные матчи | переходные матчи     | переходные матчи | 2   | 0  | 0  | 2  | 1 — 4    | 0    | 1/8 финала     |                                                 |
| 2021  | Первая лига      | Первая лига          | 3 (12)           | 33  | 17 | 9  | 7  | 58 — 31  | 60   | 1/16 финала    | Неполучение лицензии. Переход во Вторую лигу    |
| 2022  | Вторая лига      | Минский дивизион     | 2 (9)            | 16  | 12 | 2  | 2  | 51 — 12  | 38   | 1/16 финала    | Выход в финальный этап                          |
| 2022  | Вторая лига      | Финальный этап (п/о) | 2 (16)           | 7   | 3  | 3  | 12 | 12 —11   | Фин. | 1/16 финала    | Отказ от выхода в Первую лигу                   |
| 2023  | Вторая лига      | Минский дивизион     | 2 (9)            | 16  | 11 | 2  | 3  | 61 — 25  | 35   | 1/256 финала   | Выход в финальный этап                          |
| 2023  | Вторая лига      | Финальный этап (п/о) | 2 (16)           | 8   | 4  | 3  | 13 | 18 — 7   | Фин. | 1/256 финала   |                                                 |

1 Считая 6 игр 1-го раунда, результаты которых учитывались на финальном этапе. Показатели только финального этапа: 8 матчей:+6=2-0, разница мячей 16-3.
2 В дополнительное время — 2:5.
3 В серии пенальти — 2:2 (4:1).

## Командные рекорды
- Первый официальный матч: 26 апреля 2014, против «Ливадии» (Дзержинск) 2:0
- Первый матч в Высшей лиге: 2 апреля 2016, против «Белшины» (Бобруйск) 1:1
- Первый матч в Кубке Беларуси: 25 мая 2014, против «Энергосбыт-БГАТУ» (Минск) 3:0
- Самая крупная победа: 6 августа 2023, против Торпедо (Минск) 9:0
- Самая крупная победа в Высшей лиге: 17 мая 2016, против «Динамо-Минск» 4:1
- Самая крупная победа в Кубке Беларуси: 15 мая 2022, против «Трактор» (Минск) 5:0
- Самая длинная победная серия: 12 матчей, с 30 июня по 23 сентября 2018
- Самая длинная беспроигрышная серия: 20 матчей, с 21 апреля по 23 сентября 2018
- Самая длинная безвыигрышная серия: 10 матчей, с 25 августа по 26 ноября 2017
- Самое крупное поражение: 10 ноября 2014, от «Барановичей» и 9 августа 2015, от «Городеи» 1:6
- Самое крупное поражение в Высшей лиге: 15 июля 2016, от «БАТЭ» (Борисов) 0:5
- Самое крупное поражение в Кубке Беларуси: 1 августа 2015, от «Слуцка» и 8 октября 2020, от «Ислочи» 0:4

## Главные тренеры
| Главный тренер      | Статус тренера | Период                     |
| ------------------- | -------------- | -------------------------- |
| Олег Леонтьев       |                | апрель — май 2014          |
| Александр Богайчук  |                | май 2014 — апрель 2015     |
| Денис Шунто         | и. о.          | апрель — май 2015          |
| Олег Дулуб          |                | май 2015 — октябрь 2016    |
| Василий Хомутовский | и. о.          | октябрь 2016 — январь 2017 |
| Владимир Пятенко    |                | январь 2017 — май 2017     |
| Алексей Кучук       |                | май 2017 — май 2019        |
| Сергей Кузьминич    |                | май 2019 — декабрь 2020    |
| Олег Дулуб          |                | январь 2021 — июнь 2021    |
| Сергей Козека       | и. о.          | июнь 2021 — июль 2021      |
| Олег Кубарев        |                | июль 2021 — декабрь 2021   |
| Сергей Козека       |                | с 2022                     |

## Символика клуба
С 2014 года официальными цветами клуба стали: чёрный, белый.
| Чёрный | Белый |

## Экипировка и спонсоры
| Годы      | Производители формы | Спонсоры     |
| --------- | ------------------- | ------------ |
| 2014—2015 | Umbro               | Без спонсора |
| 2015—2016 | Nike                | Без спонсора |
| 2016—2018 | Patrick             | Криница      |
| 2018—2020 | Patrick             | Prestigio    |
| 2020      | Joma                | Prestigio    |
| 2020—н.в. | Barera              | Prestigio    |